# Filippo Venuti
Filippo Venuti (Cortona, 1531 – Roma o Venezia, 1587) è stato un grammatico e linguista italiano, ricordato per la sua attività di lessicografo e, in modo particolare, per la compilazione di un fortunato dizionario volgare-latino che registrò numerose edizioni e ristampe fra la fine del XVI e l'inizio del XVII secolo.

## Biografia
La sua vita, nonostante le numerose recensioni che hanno interessato alcune sue opere, è ancora in parte oscura. Si sa che, dopo essersi laureato in giurisprudenza, si trasferì prima a Padova e poi a Venezia, dove insegnò privatamente e conobbe un altro umanista toscano, Giovanni Fabrini, con il quale formò un  sodalizio di volgarizzatori di testi classici. Le loro traduzioni in volgare hanno interessato le opere di Virgilio (occupandosi nel 1575 dell'Eneide, poi collocata, unitamente alle Bucoliche e alle Georgiche, in un più volte ristampato volume di opere virgiliane, anche commentate da Carlo Malatesta), di Cicerone, commentando nel 1576 le Lettere agli amici, nonché nel 1587 di Orazio. Dal 1569 fu a Roma.
La sua fama è legata, in special modo, alla compilazione di un Dittionario volgare & latino che, presentando una struttura simile a quella precedente operata dal Calepino e dedicato al suo protettore, Filippo Bragadini, riscosse una notevole fortuna fra 1500 e 1600: uscito nel 1561, registrò, infatti, almeno 19 edizioni fra Venezia, Bologna, Parma, Pavia, Roma e Brescia sino al 1598 (almeno 23 sino al 1614). Fu anche autore del Dittionario italiano, e francese, pubblicato a Genova nel 1614, e del Nuouo spicilegio volgare, & latino, uscito a Venezia nel 1565.

## Edizioni delDittionario
- Prospetto delle edizioni censite dall’«Accademia della Crusca», su 193.205.158.216.
- Prospetto delle edizioni censite dalla Lateinische Wöterbücher di Richard Wolf, su richardwolf.de.
- Prospetto delle edizioni censite dal «Sistema Bibliotecario Nazionale» [collegamento interrotto], su opac.sbn.it.